# Galielle rousse
Galiella rufa
Espèce
Synonymes
- Bulgaria rufa Schwein. (1832)
- Gloeocalyx rufa (Schwein.) Sacc. (1913)[1]

La Galielle rousse (Galiella rufa) est une espèce de champignons de la famille des Sarcosomataceae. Le champignon produit des apothécies en forme de coupe qui poussent en touffes sur les branches et les parties aériennes des racines dans les bois de l'Est et du Midwest en Amérique du Nord et en Malaisie. Les apothécies ont une texture de caoutchouc gélatineux résistant et une face externe rugueuse, brun-noirâtre et une face interne, lisse brun rougeâtre. Bien que généralement considérés comme non comestibles par des guides de champignons en Amérique du Nord, ils sont couramment consommés en Malaisie. Le champignon produit plusieurs produits chimiques ayant diverses propriétés bioactives.

## Taxonomie et dénomination
À l'origine, l'espèce a été appelée Bulgaria rufa en 1832 par Lewis David von Schweinitz, en se basant sur du matériel recueilli à Bethlehem, en Pennsylvanie. En 1913, Pier Andrea Saccardo l'a transféré dans le genre Gloeocalyx tel que défini par George Edward Massee en 1901 (un genre aujourd'hui synonyme de Plectania) en raison de ses spores hyalines (translucides). Richard Korf en a fait l'espèce-type de son genre Galiella nouvellement créé en 1957, un genre qui englobe les espèces bulgaroïdes (celles qui ont une morphologie semblable à celles du genre Bulgaria) avec des spores qui forment des excroissances verruqueuses faites de substances pectiques à base de callose qui se colorent au bleu de méthyle.
En 1906, Charles Horton Peck décrit une sous-espèce magna à partir de matériel collecté à North Elba, dans l'État de New York. Peck a expliqué que la variété diffère de l'espèce-type sur plusieurs points : var. magna pousse parmi les feuilles tombées sous les sapins baumiers ou sur les mousses sur le sol, pas sur les bois, il n'a pas de pied et a un dessous plus large et arrondi; son hymenium est plus jaunâtre que l'espèce nominale et ses spores sont légèrement plus longues.
L'épithète spécifique rufa signifie « rouillée » ou « brun rougeâtre » et fait référence à la couleur de l'hyménium.

## Description

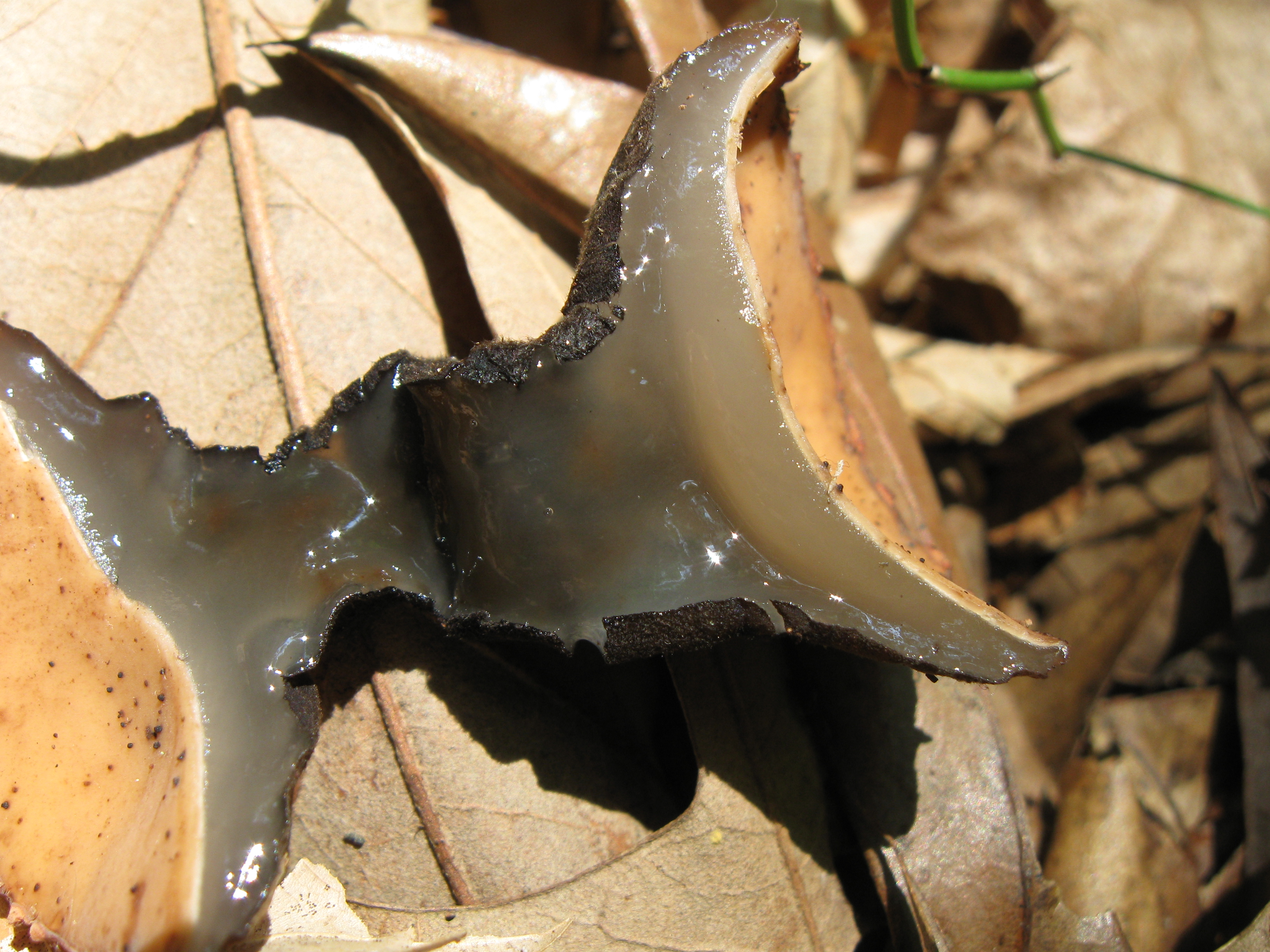
La chair est translucide et gélatineuse.

Les apothécies de G. rufa sont initialement fermées et de forme grossièrement sphérique et ressemblent à de minuscules Vesses-de-loup. Elles vont ensuite s'ouvrir pour former une coupe peu profonde et atteindre des diamètres allant de 15 à 35 mm de diamètre. Le bord de la coupe est incurvé vers l'intérieur et est irrégulièrement denté. Les dents sont une couleur plus claires que l'hyménium. La face interne de la coupe, qui porte la surface sporifère (l'hyménium), est brun rougeâtre à brun-orange. La face externe est brun-noirâtre et recouverte de poils qui mesurent 7 à 8 µm de long et qui lui donnent une texture feutrée ou poilue. La chair du corps est dépourvue de toute saveur ou odeur distinctive. Elle est grisâtre, translucide, gélatineuse et caoutchouteuse.  Le champignon a parfois un pied court qui peut atteindre jusqu'à 10 mm de long sur 5 mm de large mais il peut manquer chez certains spécimens. Sèches, les apothécies deviennent coriaces et flétries.
Bien que ces champignons soient généralement considérés comme immangeables, ou de comestibilité inconnue par les guides américains sur les champignons, ils sont couramment consommés et même « prisés pour leur comestibilité » dans certaines régions de Malaisie.
Les spores sont à paroi mince, elliptiques avec des extrémités rétrécies et couvertes de fines verrues ; elles ont des dimensions de 10 à 22 sur 8 à 10 µm. Tant les spores que les asques (cellules portant les spores) sont non amyloïdes. Les asques sont étroites et font généralement de 275 à 300 µm de long. Les paraphyses (cellules stériles intercalées entre les asques dans l'hyménium) sont filiformes. Des études ultrastructurales ont montré que le développement de la paroi des spores de G. rufa est similaire à celui du genre Discina (dans la famille des Helvellaceae) et à d'autres Sarcosomataceae, notamment Plectania nannfeldtii; ces deux espèces ont de fins ornements secondaires sur les spores mûrs.

### Espèces comparables
Galiella amurense ressemble à G. rufa. On la trouve dans les régions tempérées du nord de l'Asie, où elle pousse sur les bois pourris des épicéas. Elle a de plus grandes ascospores que G. rufa, mesurant généralement de 26 à 41 par 13 à 16 µm. Bulgaria inquinans est similaire en forme et en taille, mais elle a un hyménium  d'un noir brillant. Sarcosoma globosum, une autre espèce trouvée dans le nord-est américain, est noire, a un intérieur plus clair que G. rufa et est plus grande mesurant jusqu'à 100 mm de diamètre. Wolfina aurantiopsis a une forme plus profonde, boisée avec une face interne jaunâtre.

## Habitat et répartition
Galiella rufa est une espèce saprophyte qui pousse quelquefois en solitaire, mais plus généralement en groupes sur les branches et les souches en décomposition. Les champignons apparaissent en fin d'été et d'automne. On a constaté qu'il poussait facilement sur les grumes utilisées pour la culture des champignons shiitakés. Ils passent facilement inaperçus car ils se fondent dans leur environnement.
Galiella rufa pousse dans le Middle-West et l'Est de l'Amérique du Nord et on la trouve dans la zone entre l'état de New York, le Minnesota, le Missouri et la Caroline du Nord. L'espèce est également trouvée en Malaisie.

## Composés bioactifs
Galiella rufa synthétise plusieurs composés structurellement apparentés aux hexacétides qui ont retenu l'attention pour leurs propriétés biologiques dont la prégaliellactone et la galiellactone. Ces composés ont des propriétés anti-nématicides, tuant les nématodes Caenorhabditis elegans et Meloidogyne incognita. Ces composés ont également montré dans des tests de laboratoire qu'ils pouvaient inhiber les étapes précoces des voies biosynthétiques induites par les hormones végétales  comme l'acide gibbérellique et peuvent inhiber la germination de plusieurs plantes. La galiellactone est par ailleurs un inhibiteur hautement sélectif et puissant de l'interleukine-6 (IL -6) marqueur des cellules HepG2. IL-6 est une cytokine multifonctionnelle qui est produite par une grande variété de cellules et fonctionne comme régulateur de la réponse immunitaire, les réactions de phase aiguë et l'hématopoïèse. Les chercheurs sont intéressés par les petites molécules inhibitrices (telles que celles produites par G. rufa) interférant avec la cascade de signalisation de l'IL-6 qui mène à l'expression des gènes impliqués dans la maladie.